# Diaparsis clypeata
Diaparsis clypeata là một loài tò vò trong họ Ichneumonidae.